# Virtuozita
Virtuozita (v anglickém originále Virtuosity) je americký akční film z roku 1995. Režisérem filmu je Brett Leonard. Hlavní role ve filmu ztvárnili Denzel Washington, Russell Crowe, Kelly Lynch, Stephen Spinella a William Forsythe.

## Obsazení
| Denzel Washington | Parker Barnes      |
| Russell Crowe     | SID 6.7            |
| Kelly Lynch       | Madison Carter     |
| Stephen Spinella  | Darrel Lindenmeyer |
| William Forsythe  | William Cochran    |
| Louise Fletcher   | Elizabeth Deane    |
| William Fichtner  | William Wallace    |
| Costas Mandylor   | John Donovan       |
| Kaley Cuoco       | Karin Carter       |